# Liga de Béisbol Profesional de la República Dominicana 1998-99
La temporada 1998-1999 de la Liga de Béisbol Profesional de la República Dominicana fue la 45ª edición de este campeonato. En esta temporada se volvió nuevamente a participar con solamente 4 equipos, marcando el receso de las Estrellas Orientales y de los Azucareros del Este, debido a los daños causados a su estadios Tetelo Vargas y Francisco Micheli, respectivamente, con el paso del Huracán Georges en septiembre de 1998, obligando a la liga a retomar el antiguo formato de 60 partidos. La temporada regular comenzó en octubre de 1998 y finalizó el 13 de enero de 1999 con un juego extra para avanzar directamente a la Serie Final entre los Leones del Escogido y las Águilas Cibaeñas, saliendo victoriosos los primeros. La Serie Semifinal efectuada entre los Tigres del Licey y las Águilas Cibaeñas inició y terminó en enero de 1999, resultando ganadores los Tigres del Licey 3-1 en una serie pactada a 5 partidos. La Serie Final se llevó a cabo, iniciando el 20 de enero y concluyendo el 29 de enero de 1999, cuando las Tigres del Licey se coronaron campeones de la liga sobre los Leones del Escogido en un noveno y decisivo partido.